# Boram
Jeon Bo-ram (hangul: 전보람), mer känd under artistnamnet Boram, född 22 mars 1986 i Seoul, är en sydkoreansk sångerska och skådespelare.
Hon har varit medlem i den sydkoreanska tjejgruppen T-ara sedan gruppen debuterade 2009.

## Diskografi

### Album
| Datum       | Albumtitel            | Topplacering          |
| Datum       | Albumtitel            | Sydkorea (Gaon Chart) |
| ----------- | --------------------- | --------------------- |
| 27 nov 2009 | Absolute First Album  | 2                     |
| 1 dec 2010  | Temptastic            | 2                     |
| 23 jun 2011 | John Travolta Wannabe | 3                     |
| 11 nov 2011 | Black Eyes            | 2                     |
| 3 jul 2012  | Day by Day            | 5                     |
| 10 okt 2013 | Again                 | 2                     |
| 11 sep 2014 | And & End             | 2                     |
| 4 aug 2015  | So Good               | 4                     |
| 9 nov 2016  | Remember              | 4                     |

## Filmografi

### TV-drama
| År   | Titel                                           | Kanal | Roll       |
| ---- | ----------------------------------------------- | ----- | ---------- |
| 2009 | Soul                                            | MBC   | Shin So-yi |
| 2010 | Master of Study                                 | KBS2  | cameoroll  |
| 2010 | The Angel of Death Comes with Purple High Heels | KBS2  | Ami        |